# Georg Ludwig Egidius von Köhler
Pour les articles homonymes, voir Köhler.
Georg Ludwig Egidius von Köhler (né le 11 novembre 1734 à Berlin et mort le 30 août 1811 à Berlin) est un général de cavalerie prussien.

## Biographie
Köhler est issu de la noble famille prussienne von Köhler (de) et, après le déclenchement de la guerre de Sept Ans, rejoint le 2e régiment de hussards dirigé par Hans Joachim von Zieten en tant que cornette. Il y devient adjudant et devient un général couronné de succès, tout comme les anciens adjudants de Zieten Joachim Bernhard von Prittwitz, Erich Magnus von Wolffradt (de) et Anton Wilhelm von L'Estocq. Pour ses réalisations, il reçoit en 1761 du roi prussien Frédéric II  l'ordre Pour le Mérite. De 1788 à 1796, il est chef du 3e régiment de hussards. Sous Frédéric-Guillaume II, Köhler reçoit l'ordre de l'Aigle rouge en 1794 et en 1796 il est nommé chef du 7e régiment de hussards.
Nommé inspecteur général de la cavalerie en Haute-Silésie par le nouveau roi Frédéric-Guillaume III et honoré dès le 28 août 1800 de l'ordre de l'Aigle noir le 18 août 1800, Köhler sert comme gouverneur de Varsovie en 1806/07 dans la nouvelle province de Prusse-Méridionale. Il y est remplacé par Franz Heinrich Christian von Ploetz (de) (1740-1819). Le 21 mai 1806, il est promu général de cavalerie.
Après la paix de Tilsit, Köhler reçoit son congé le 5 août 1807.